# Diego Luna
Diego Dionisio Luna Alexander (født 29. december 1979) er en mexicansk skuespiller, bedst kendt for hans skuespil som barn i telenovela (en speciel slags tv-serie-melodramaer, mest kendt i Latin-Amerika). Har medvirket i storfilmen Y tu mamá también, og har også haft større biroller i flere amerikanske film. 

## Biografi
Luna blev født den 29. december 1979 i Mexico City, som søn af Fiona Alexander, en britiskfødt kostume-designer og Alejandro Luna, en scene-designer, som er en af de mest anerkendte indenfor teater-, biograf- og operascene-designere i Mexico. 
Hans mor døde i en bilulykke, da Luna kun var 2 år gammel.
Hun havde arbejdet i filmindustrien, og havde gjort det klart at det liv, som Luna ville vokse op i, skulle blive godt. Hans far havde også forstærket, vigtigheden i teater og kunsten i hans liv. Mens Luna var yngre, tog hans far, ham med til de forskellige arbejdspladser, hans far havde, og her forsøgte han at lære Luna om alle de forskellige aspekter af hans kunst, for forsikre at Lunas passion for at blive skuespil bliver større, så han kunne viderebringe en familietradition. 

## Karriere
Fra Luna var meget lille har han medvirket i opsætninger i fjernsyn, film og teater. Hans første fjernsynsrolle var i filmen fra 1991 kaldet El Último Fin de Año. Hans næste rolle var i en telenovela El Abuelo y Yo fra 1992, sammen med hans barndomsven, Gael García Bernal. Efterfølgende begyndte Luna at få mere spændende skuespiller-arbejde. Hans store gennembrud kom i 2001, da han blev castet til den anmelderroster Y tu mamá también, endnu engang sammen med García Bernal.
Han  gjorde sit navn tydeligt på det amerikanske marked, ved at medvirke sammen med Bon Jovi i filmen Vampires: Los Muertos (2002), og får at have medvirket i Academy Award-vindende film Frida (2002). Han medvirkede også i western-filmen Open Range, efterfølgeren til Dirty Dancing, kaldet Dirty Dancing: Havana Nights, så vel som Terminalen med Tom Hanks, og Criminal med John C. Reilly. I 2008 portrætterede han Harvey Milks følelsesmæssigt ustabile elsker, Jack Lira, i filmportrættet Milk. 
Luna og Gael García Bernal ejer Canana Productions, som for nylig indgik et samrbejde med Golden Phoenix Productions, ejet af produceren Tom Golden fra Arkansas, til sammen at producere en række tv-dokumentarer omkring de 300 uopklarede sager om mord på kvinder om grænsebyen  Ciudad Juarez.
Udvoer det vil Luna for tredje spille over for vennen Gael Garcia Bernal, denne gang i den amerikansk-spansktalende komediefilm Casa de Mi Padre over for Will Ferrell.

## Privat
Den 5. februar, 2008 blev Luna gift med den mexikanske skuespillerinde Camila Sodi, som er niece til sangerinden Thalía og d. 9. august 2008 blev deres første barn, Jerónimo født i Los Angeles. Den 1. juli 2010 fik parrets deres andet barn, en pige, kaldt Fiona, der er opkaldt efter Lunas mor.

## Filmografi
| År   | Film                         | Rolle                                          | Bemærkninger                                                       |
| ---- | ---------------------------- | ---------------------------------------------- | ------------------------------------------------------------------ |
| 1982 | Antonieta                    | Ingen stor rolle                               | Ukrediteret                                                        |
| 1989 | Carrusel                     | Ingen stor rolle                               | Tv-serie, antal episoder ukendt                                    |
| 1991 | El último fin de año         | Ukendt                                         |                                                                    |
| 1992 | El abuelo y yo               | Luis                                           | Tv-serie                                                           |
| 1994 | Ámbar                        | Muni Frahabarana                               |                                                                    |
| 1995 | El premio mayor              | Quique                                         | Tv-serie                                                           |
| 1995 | Un hilito de sangre          | León                                           |                                                                    |
| 1995 | Morena                       | Dos                                            |                                                                    |
| 1997 | 1,2,3 por mi                 |                                                |                                                                    |
| 1998 | El amor de mi vida           | Claudio                                        | Tv-serie, antal episoder ukendt                                    |
| 1999 | Perriférico                  |                                                |                                                                    |
| 1999 | La vida en el espejo         | Eugenio Román Franco                           | Tv-serie                                                           |
| 1999 | El Cometa                    | Victor                                         |                                                                    |
| 1999 | Un dulce olor a muerte       | Ramón                                          |                                                                    |
| 2000 | Before Night Falls           | Carlos                                         | Spillede sammen med Johnny Depp                                    |
| 2000 | Todo el poder                | Esteban                                        |                                                                    |
| 2001 | Todos los aviones del mundo  | Ukendt                                         |                                                                    |
| 2001 | ...Og din mor!               | Tenoch Iturbide                                |                                                                    |
| 2001 | Atlético San Pancho          | Postmand                                       |                                                                    |
| 2002 | Fidel                        | Renato Guitart                                 | Tv-film                                                            |
| 2002 | Ciudades oscuras             | Fede                                           |                                                                    |
| 2002 | Frida                        | Alejandro 'Alex'                               | Spillede sammen med Selma Hayek                                    |
| 2002 | Vampires: Los Muertos        | Sancho                                         | Spillede sammen med Jon Bon Jovi                                   |
| 2003 | Soldados de Salamina         | Gastón                                         |                                                                    |
| 2003 | Carambola                    |                                                |                                                                    |
| 2003 | Open Range                   | Button                                         | Spillede sammen med Kevin Costner, Robert Duvall og Annette Bening |
| 2003 | Nicotina                     | Lolo                                           |                                                                    |
| 2004 | Dirty Dancing: Havana Nights | Javier Suarez                                  |                                                                    |
| 2004 | Terminalen                   | Enrique Cruz                                   | Spillede sammen med Tom Hanks og Catherine Zeta-Jones              |
| 2004 | Criminal                     | Rodrigo                                        | Spillede sammen med John C. Reilly og Maggie Gyllenhaal            |
| 2006 | Sólo Dios sabe               | Damián                                         |                                                                    |
| 2006 | Un mundo maravilloso         | Rapporter fra Estocolmo (som Alexander García) |                                                                    |
| 2006 | Fade to Black                | Tommaso                                        | Spillede sammen med Christopher Walken                             |
| 2007 | El bufalo de la noche        | Manuel                                         |                                                                    |
| 2007 | Mister Lonely                | Michael Jackson                                |                                                                    |
| 2008 | Rudo y Cursi                 | Beto                                           |                                                                    |
| 2008 | Milk                         | Jack Lira                                      |                                                                    |
| 2008 | Sólo quiero caminar          | Gabriel                                        |                                                                    |
| 2011 | Casa de mi Padre             | Raul                                           |                                                                    |
| 2012 | Contraband                   | Gonzalo                                        |                                                                    |

### Telenovelas
- La Vida en el Espejo (1999)
- El Amor de mi Vida (1998)
- El Premio Mayor (1995)
- El Abuelo y Yo (1992)